# 김학수 (축구인)
김학수(한국 한자: 金鶴守, 1958년 10월 18일 ~ )는 대한민국의 전 축구 선수이며, 포지션은 미드필더였다.